# Eumeta variegata
Eumeta variegata là một loài côn trùng trong họ Psychidae. Loài này được Snellen miêu tả khoa học đầu tiên năm.
Đây là loài gây hại của cây Bischofia javanica, phát triển phổ biến ở Indonesia.